# 213P/Van Ness
213P/Van Ness (też Van Ness 2) – kometa krótkookresowa, należąca do rodziny Jowisza.

## Odkrycie
Kometa została odkryta 10 września 2005 roku na zdjęciach wykonanych w ramach programu obserwacyjnego LONEOS. Jej odkrywcą był Michael E. Van Ness.

## Orbita komety i właściwości fizyczne
Podczas powrotu w okolice peryhelium w 2011 kometa była jaśniejsza niż się spodziewano. Dostrzeżono też oderwany fragment komety. Według obliczeń rozpad komety nastąpił w 2007 lub 2008 roku i jest on prawdopodobnie przyczyną pojaśnienia komety obserwowanego w 2011 roku.
Orbita głównego fragmentu komety 213P/Van Ness ma kształt elipsy o mimośrodzie 0,38. Jej peryhelium znajduje się w odległości 2,12 j.a., aphelium zaś 4,73 j.a. od Słońca. Jej okres obiegu wokół Słońca wynosi 6,34 roku, nachylenie do ekliptyki to wartość 10,24˚.